# Hannes Löhr
Hannes Löhr (5. červenec 1942, Eitorf – 29. února 2016) byl německý fotbalista, který reprezentoval Západní Německo. Nastupoval především na postu útočníka.
Se západoněmeckou reprezentací vyhrál mistrovství Evropy 1972, byť na závěrečném turnaji nenastoupil, má též bronz z mistrovství světa v Mexiku z roku 1970, kde odehrál všech šest utkání NSR na šampionátu. V národním týmu odehrál 20 zápasů, v nichž vstřelil 5 branek.
V evropských pohárech odehrál 58 zápasů a dal v nich 30 gólů.
S 1. FC Köln se stal mistrem Německa (1977/78) a dvakrát získal německý pohár (1967/68, 1977/78).
V německé nejvyšší soutěži (tedy Oberlize a Bundeslize) odehrál 405 zápasů, v nichž dal 184 branek.
V sezóně 1967/68 se stal s 27 góly nejlepším střelcem Bundesligy.
Po skončení hráčské kariéry se stal trenérem, předlouhá léta vedl německou jednadvacítku (1986–2002) a získal s ní bronz na olympijských hrách v Soulu roku 1988.